# Comuna Bârca, Dolj
Bârca este o comună în județul Dolj, Oltenia, România, formată numai din satul de reședință cu același nume.
În Bârca a copilărit poetul Adrian Păunescu.
Tot aici s-a nascut Prof.Dr.med.Dr.h.c. Firu Opri. 

## Demografie
Componența etnică a comunei Bârca
     Români (58,68%)
     Romi (32,37%)
     Alte etnii (0,08%)
     Necunoscută (8,87%)
Componența confesională a comunei Bârca
     Ortodocși (90,56%)
     Alte religii (0,4%)
     Necunoscută (9,03%)
Conform recensământului efectuat în 2021, populația comunei Bârca se ridică la 3.720 de locuitori, în creștere față de recensământul anterior din 2011, când fuseseră înregistrați 3.689 de locuitori. Majoritatea locuitorilor sunt români (58,68%), cu o minoritate de romi (32,37%), iar pentru 8,87% nu se cunoaște apartenența etnică. Din punct de vedere confesional, majoritatea locuitorilor sunt ortodocși (90,56%), iar pentru 9,03% nu se cunoaște apartenența confesională.

## Politică și administrație
Comuna Bârca este administrată de un primar și un consiliu local compus din 13 consilieri. Primarul, Cristinel Urtilă[*], de la Partidul Social Democrat, este în funcție din 2016. Începând cu alegerile locale din 2024, consiliul local are următoarea componență pe partide politice:
|  | Partid                    | Consilieri | Componența Consiliului | Componența Consiliului | Componența Consiliului | Componența Consiliului | Componența Consiliului | Componența Consiliului | Componența Consiliului |
|  | ------------------------- | ---------- | ---------------------- | ---------------------- | ---------------------- | ---------------------- | ---------------------- | ---------------------- | ---------------------- |
|  | Partidul Social Democrat  | 7          |                        |                        |                        |                        |                        |                        |                        |
|  | Partidul Național Liberal | 5          |                        |                        |                        |                        |                        |                        |                        |
|  | Partidul S.O.S. România   | 1          |                        |                        |                        |                        |                        |                        |                        |